# Stenocercus cupreus
Espèce
Statut de conservation UICN

 LC  : Préoccupation mineure
Stenocercus cupreus est une espèce de sauriens de la famille des Tropiduridae.

## Répartition
Cette espèce est endémique du Centre du Pérou. Elle se rencontre entre 1 900 et 2 300 m d'altitude.

## Publication originale
- Boulenger, 1885 : Catalogue of the lizards in the British Museum (Natural History) II. Iguanidae, Xenosauridae, Zonuridae, Anguidae, Anniellidae, Helodermatidae, Varanidae, Xantusiidae, Teiidae, Amphisbaenidae, Second edition, London, vol. 2, p. 1-550 (texte intégral).